# Национальная библиотека Израиля
Национальная библиотека Израиля (ивр. הספרייה הלאומית‎, произносится HaSifriyá HaLeumít, сокращённо на английском NLI) — главная национальная библиотека Государства Израиль, расположенная на территории кампуса «Гиват-Рам» Еврейского университета в Иерусалиме. Фонды библиотеки насчитывают более 5 миллионов книг, она владеет крупнейшей в мире коллекцией книг на иврите и иудаики, является хранилищем многих редких и уникальных рукописей и книг.
В прошлом национальная библиотека имела иное название — «Еврейская национальная и университетская библиотека» (ивр. בית הספרים הלאומי והאוניברסיטאי; Beit Ha-Sfarim Ha-Le'umi ve-Ha-Universita'i‎ JNUL).

## История

### Библиотека Бней-Брит (1892—1925)
Библиотека обязана своим существованием всецело инициативе и энергии палестинофила и сиониста д-ра Иосифа Хазановича, задавшегося целью основать в Палестине учреждение, которое являлось бы общееврейским национальным книгохранилищем, а также музеем памятников еврейской письменности, предметов ритуала и всяких коллекций, имеющих отношение к истории еврейской культуры. Хазанович стал пропагандировать свою идею с самого зарождения палестинского движения (1881), но осуществить её ему удалось лишь в 1892 году, когда по случаю 400-летнего юбилея со дня поселения сефардских евреев в Турции иерусалимский отдел ложи «Бней-Брит» решил учредить в Иерусалиме под названием «Midrasch Abrabanel» еврейскую библиотеку, с которой слилась небольшая библиотека, основанная в 1883 году Бен-Иегудой и Д. Липшицем, но вскоре закрытая из-за недостатка средств. В 1893 г. Хазанович отправил туда первую партию собранных им книг, в которую вошла вся библиотека поэта Льва Гордона, хранившаяся в Beit-Neeman в особом шкафу.
Библиотека «Бней-Брит», основанная в Иерусалиме в 1892 году, была первой публичной библиотекой в Палестине, служащей интересам еврейской общины. Библиотека была расположена на улице Бней-Брит, между районом «Меа Шеарим» и Русским подворьем. Десять лет спустя, библиотека, которую к тому времени переименовали в «Мидраш Абарбанель», переехала на улицу Эфиопия.

### Библиотека Еврейского университета (1925—2007)
В 1920 году, когда начал зарождаться Еврейский университет, коллекция библиотеки стала основой для университетской библиотеки. Когда спустя пять лет Еврейский университет был открыт, коллекция книг переехала на гору Скопус.
В 1948 году, когда доступ к зданиям университета на горе Скопус был заблокирован, большинство книг были временно переведены в другое помещение университета в здании «Терра Санкта» в Рехавии. К этому времени коллекция университета составляла более одного миллиона книг. За недостатком места, некоторые из книг были размещены в отдельных складских помещениях по всему городу. В 1960 году коллекция переехала в новое здание, построенное специально для библиотеки на территории кампуса «Гиват-Рам».
В конце 1960-х, когда новый учебный комплекс университета на горе Скопус был открыт и факультеты права, а также гуманитарные и социальные факультеты вернулись туда, были открыты также факультетские филиалы библиотеки, что уменьшило наплыв посетителей в центральном здании библиотеки.

### Национальная библиотека (2007)
В 2007 году она была официально признана Национальной библиотекой Государства Израиль после принятия «Закона о национальной библиотеке». Закон, который вступил в силу после многочисленных задержек 23 июля 2008 года, изменил название библиотеки на «Национальная библиотека Израиля» и превратил её временно в дочернюю компанию университета. В дальнейшем библиотека стала полностью независимой, принадлежащей совместно правительству Израиля (50 %), Еврейскому университету (25 %) и некоторым другим организациям.

## Галерея

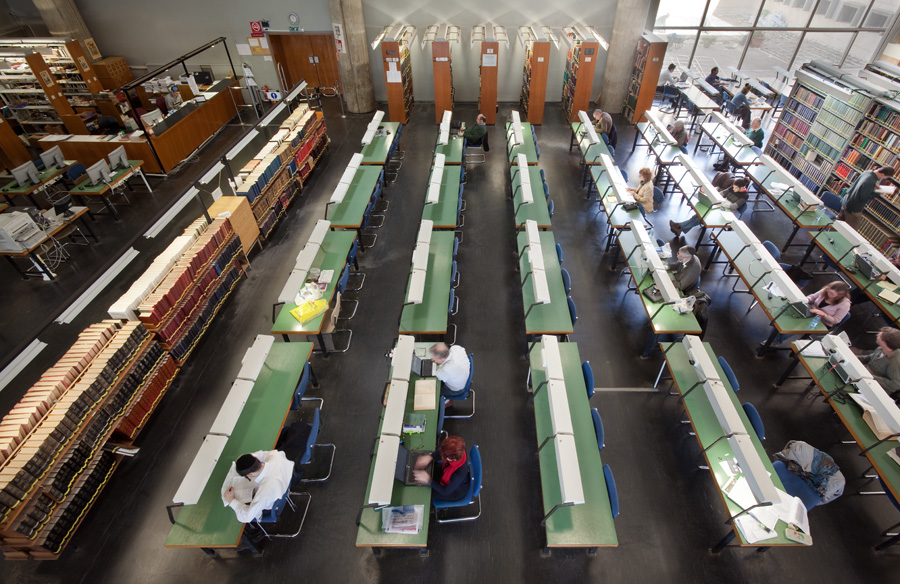
Читальный зал библиотеки
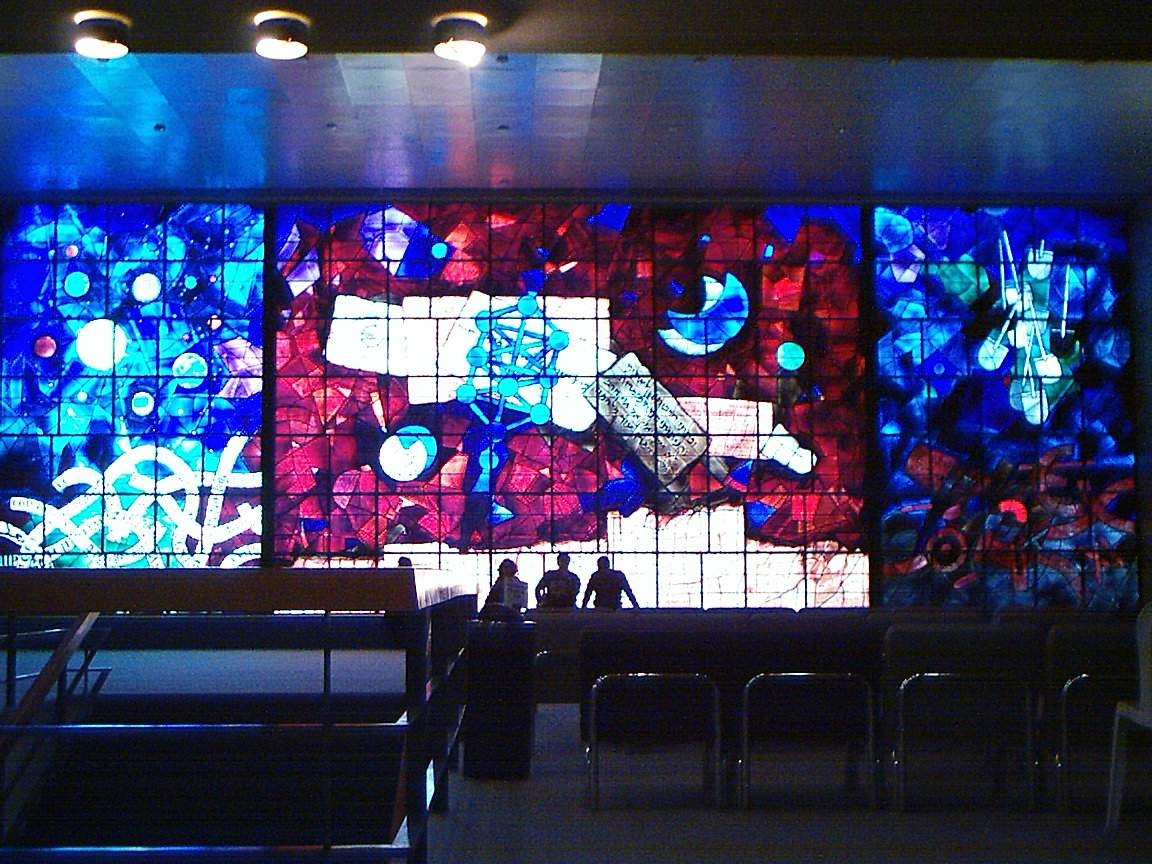
Ардон окна в холле
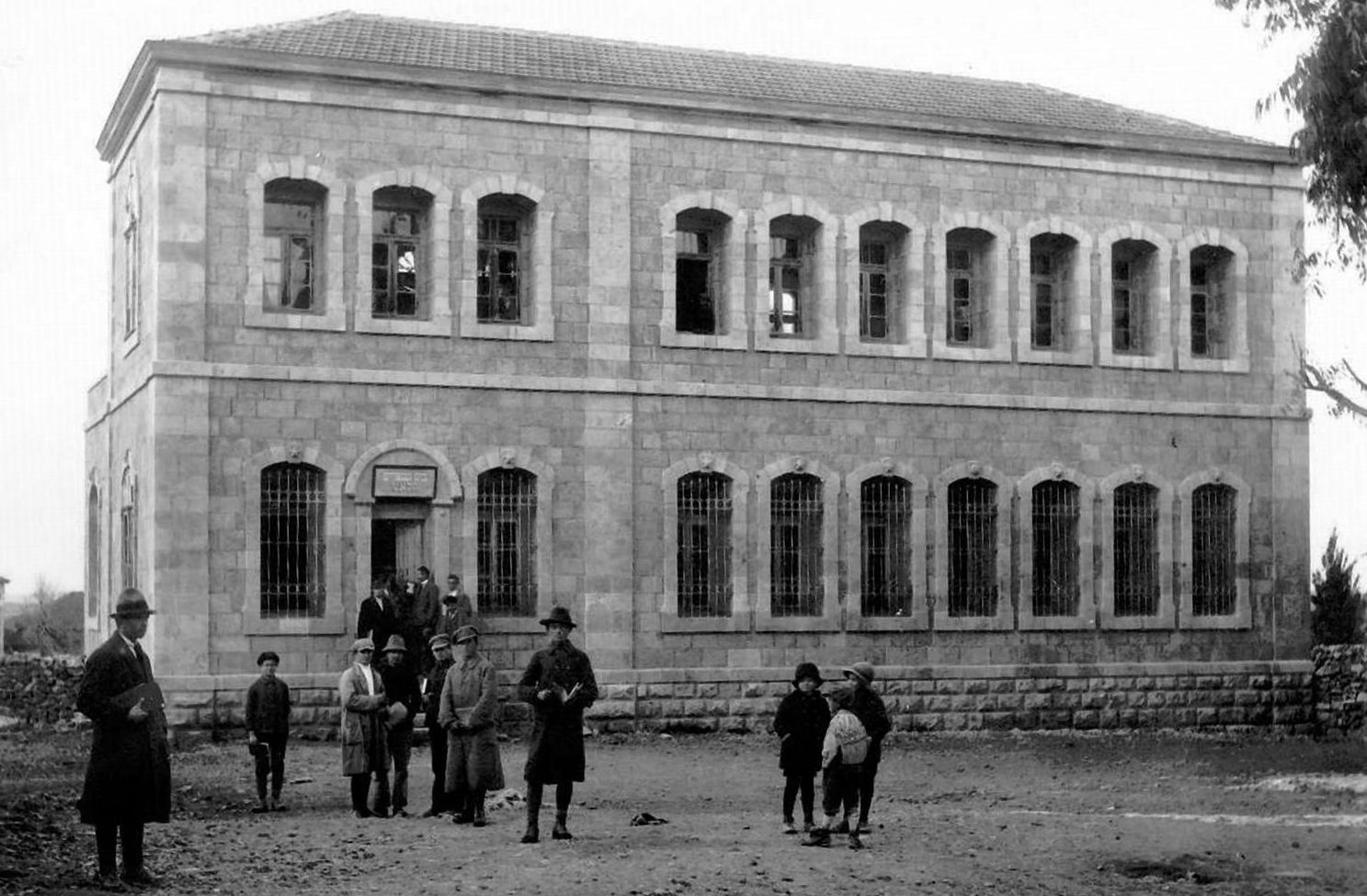
Первое здание в Иерусалиме - 1912
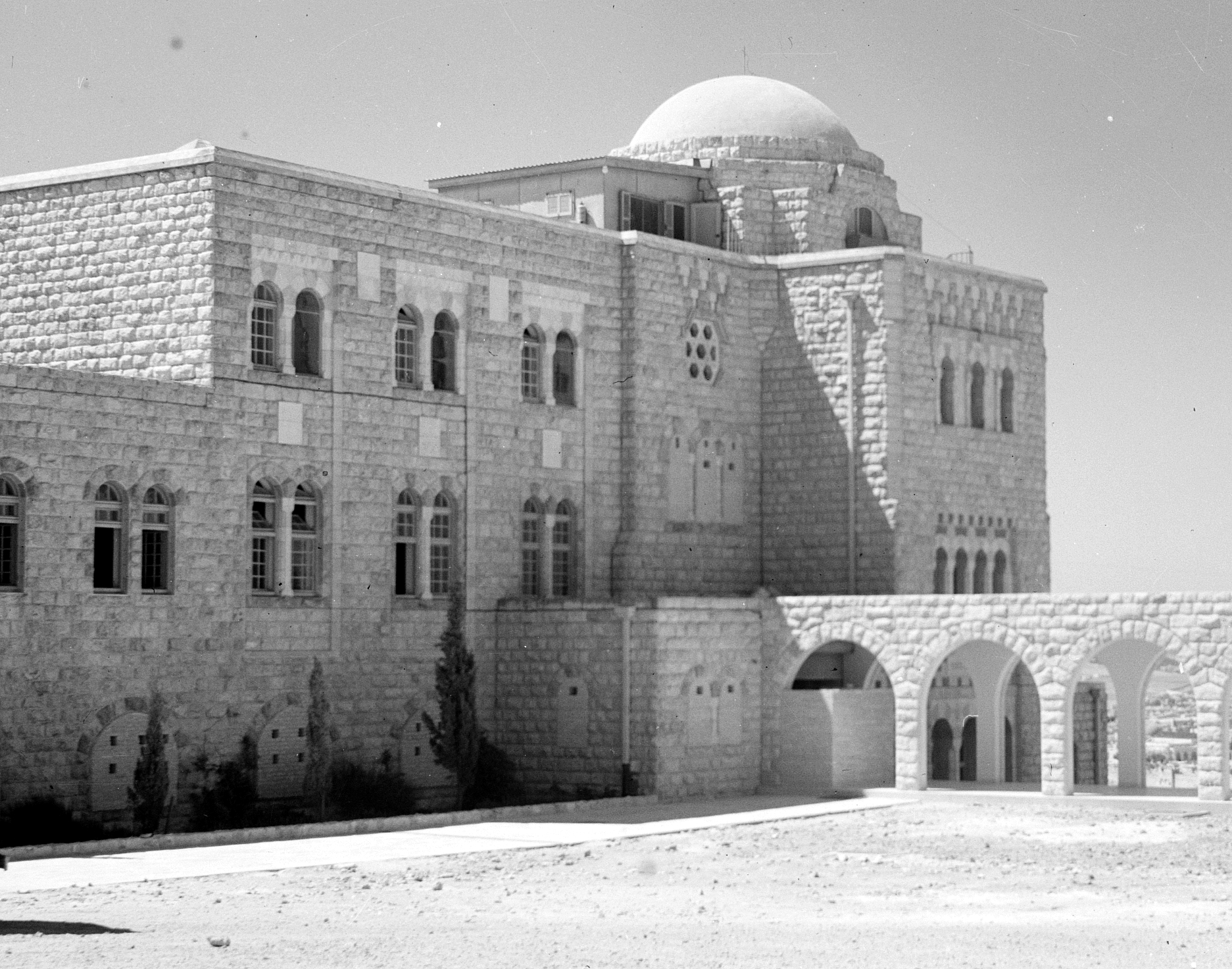
На горе Скопус - 1930